# Distrito de Jennersdorf
Jennersdorf es un distrito administrativo en el estado federal de Burgenland, Austria.
El área del distrito es 253,4 km², con una población de 17.933 (2001) y una densidad demográfica 70,79 hab./km². El centro administrativo del distrito es Jennersdorf.

## Divisiones administrativas
El distrito consiste en los siguientes municipios y ciudades:
- Deutsch Kaltenbrunn 1,721
- Eltendorf 954
- Heiligenkreuz im Lafnitztal 1,231
- Jennersdorf 4,096
- Königsdorf 720
- Minihof-Liebau 1,054
- Mogersdorf 1,164
- Mühlgraben 396
- Neuhaus am Klausenbach 921
- Rudersdorf 2,176
- Sankt Martin an der Raab 1,959
- Weichselbaum 720

- Datos: Q756277
- Multimedia: Bezirk Jennersdorf / Q756277